# Varron (poète)
Pour les articles homonymes, voir Varron et Terentius Varro.
Publius Terentius Varro Atacinus (vers 82 av. J.-C. - 37 av. J.-C.), dit Varron d'Atax (ou de l'Atax) ou Varron de l'Aude, fut un poète romain.
Né à Narbonne chez les Atacini, d'un père romain, il alla sans doute de bonne heure à Rome, où il se livra avec succès à la poésie, et contribua au perfectionnement de la versification latine.
Outre les poèmes didactiques intitulés Chorographia (poème géographique imité d'Ératosthène ou d'Alexandre Lychnos), Libri navales (somme sur la guerre maritime en 23 volumes) et Europa (lequel peut-être n'était qu'un épisode des Libri navales), il avait traduit en vers les Argonautiques d'Apollonios de Rhodes sous le titre de Jason, et fait un poème épique en trois chants, De bello Sequanico (sur la soumission des Séquanes par César).
Il ne reste de lui que quelques fragments, publiés par Johann Christian Wernsdorf dans les Poetas latini minores.
Un vers tiré de la traduction des Argonautiques a été rendu célèbre par Sénèque :
Omnia noctis erant placida composta quiete.
(« Tout reposait dans la tranquillité paisible de la nuit. »)
L'Histoire littéraire de la France lui consacre un chapitre.

## Source
Marie-Nicolas Bouillet  et Alexis Chassang (dir.), « Varron » dans Dictionnaire universel d’histoire et de géographie, 1878 (lire sur Wikisource)